# Rue Jean-Dunand
La rue Jean-Dunand est une voie du 13e arrondissement de Paris, en France.

## Situation et accès
La rue a la particularité de commencer au no 3 et ne possède qu'un seul numéro.

## Origine du nom
Elle porte le nom de Jean Dunand (1877-1942), sculpteur, orfèvre dinandier et maître de la laque, d'origine suisse.

## Historique
La voie est créée dans le cadre de l'aménagement de la ZAC Baudricourt sous le nom provisoire de « voie AY/13 » et prend sa dénomination actuelle par un arrêté municipal du 6 novembre 1985.